# Соломенная шляпка (фильм, 1974)
«Соло́менная шля́пка» — советский цветной двухсерийный музыкальный художественный телефильм, поставленный на киностудии «Ленфильм» в 1974 году режиссёром Леонидом Квинихидзе по мотивам одноимённого водевиля Эжена Марена Лабиша и Марк-Мишеля 1851 года.
Фильм снят по заказу Гостелерадио СССР. Премьера состоялась по первой программе Центрального телевидения СССР 4 января 1975 года.

## Сюжет
Обаятельный рантье, повеса и ловелас Леонидас Фадинар решил жениться по расчёту на дочке богатого провинциального садовода Нонанкура. Свадебная процессия уже в пути, жених, опережая свадебный кортеж, спешит домой, чтобы сделать последние приготовления. По дороге он делает короткую остановку, во время которой лошадь Фадинара съела соломенную шляпку некоей мадам Бопертюи, которая уединилась со своим любовником-военным в лесу. Мадам грозит разоблачение со стороны ревнивого мужа, поэтому она и любовник спешат в дом Фадинара, оккупируют альков новобрачных и отказываются его покидать, пока жених не достанет пострадавшей даме точно такую же шляпку. Провинциальная родня торопит со свадьбой, Фадинар пытается выкрутиться из ситуации: шляпка, которая обычно стоит недорого, оказывается редкой и дорогой, найти замену непросто. Он идёт в ближайший шляпный магазинчик, владелицей которого оказывается его прежняя любовница, вдова Клара, которую он без объяснений оставил полгода назад. Несмотря на обстоятельства, она готова помочь Фадинару: подобная шляпка есть в городе у некой баронессы. Стоимость шляпки возрастает до баснословных 500 франков, но жених готов потратить уже любые деньги.
Баронесса ждёт известного итальянского тенора, за которого принимает внезапно появившегося Фадинара. Фадинар требует задаток выступления в виде шляпки, которую получает, однако шляпка оказывается другой. Вскоре появляется настоящий тенор, и, после неизбежного скандала, выясняется, что искомая шляпка была подарена баронессой своей крестнице. Фадинар мчится на новый адрес. Свадебный кортеж из восьми фиакров с ничего не понимающими родственниками со стороны невесты следует за ним.
Вечерело. Пожилой муж крестницы баронессы, владелицы злополучной шляпки, ждёт дома свою жену, которая уехала ещё утром за покупками. Фадинар делится своей бедой с хозяином дома, демонстрирует уцелевший кусок шляпки, но слишком поздно понимает, что отсутствующая дома супруга хозяина — это и есть мадам Бопертюи... Узнав шляпку, сопоставив факты и выяснив адрес дома Фадинара, месье Бопертюи хватает пистолеты и мчится покарать неверную жену и ее любовника. Его опережают гости: они весь день провели в экипажах по непонятной причине, и терпение их лопнуло. Родичи новобрачной требуют признать свадьбу несостоявшейся и забирают свадебные подарки. Одна из коробок открывается, и Фадинар видит точно такую соломенную
шляпку, какую искал весь день, — подарок дядюшки все время был у него под рукой. Он успевает отдать её мадам Бопертюи, которая предстаёт в ней перед обманутым мужем и рассеивает любые его подозрения. В благодарность Фадинар просит подарить ему шляпку... Родственники невесты, наконец, узнают всю правду и прощают Фадинара.

## В ролях
- Андрей Миронов — Леонидас Фадинар, жених
- Владислав Стржельчик — Антуан Петипьер Нонанкур, провинциальный садовод, отец невесты
- Зиновий Гердт — месье Тардиво, счетовод в магазине мадам Бокардон
- Ефим Копелян — месье Бопертюи, ревнивый муж
- Екатерина Васильева — мадам Анаис Бопертюи, хозяйка шляпки
- Людмила Гурченко — мадам Клара Бокардон, хозяйка шляпного магазина
- Алиса Фрейндлих — баронесса де Шампиньи, устроительница музыкального вечера
- Михаил Козаков — виконт де Розальба, кузен баронессы, автор романсов
- Игорь Кваша — лейтенант Эмиль Тавернье («Бешеный африканец»), любовник мадам Бопертюи
- Александр Бениаминов — месье Везине, глухой дядюшка невесты (озвучивает Владимир Татосов)
- Владимир Татосов — Феликс, слуга Фадинара
- Ирина Магуто — Виржини, служанка Бопертюи
- Марина Старых — Элен Нонанкур, невеста Фадинара (озвучивает Галина Чигинская)
- Сергей Мигицко — Бобен, кузен невесты (озвучивает Александр Демьяненко)
- Евгения Ветлова — певица-менестрель
- Александр Колпашников — певец-менестрель
- Михаил Боярский — синьор Нинарди, итальянский певец
- Сергей Боярский — капрал Труибер, дежурный офицер в караулке

## Съёмочная группа
- Сценарий и постановка — Леонид Квинихидзе
- Главный оператор — Евгений Шапиро
- Главный художник — Борис Быков
- Композитор — Исаак Шварц
- Автор текста песен — Булат Окуджава
- Звукооператор — Галина Горбоносова
- Монтаж — Александра Боровская
- Хореограф — Кирилл Ласкари

## Песни из кинофильма
Песни из кинофильма в середине 1970-х выпущены на пластинках фирмой «Мелодия».
Музыка: Исаак Шварц, слова: Булат Окуджава.
- «Песенка менестрелей» («Мы актёры, менестрели, барды и поэты…»). Исполняют Евгения Ветлова и Александр Колпашников
- «Песенка о шляпке». Исполняют Евгения Ветлова и Александр Колпашников (1 серия) и Андрей Миронов (2 серия)
- «Женюсь, женюсь…». Исполняет Андрей Миронов
- «Песенка отставного мушкетёра». Исполняет Владимир Татосов
- «Воспоминание о Фадинаре» (в фильм не вошла). Исполняют Евгения Ветлова и Александр Колпашников
- «Песенка о несостоявшихся надеждах». Исполняют Людмила Гурченко и Зиновий Гердт
- «Песенка парижского официанта» («Лакей кружится…»). Исполняют Евгения Ветлова и Александр Колпашников
- «Песенка о провинциальном городке». Исполняет Зиновий Гердт
- «Марш национальных гвардейцев». Исполняют Зиновий Гердт и хор
- «Романс» («Я вспоминаю дивную страну…»). Исполняют Алиса Фрейндлих и Михаил Козаков.
- «Песенка влюблённых» («Соединение сердец, старинное приспособленье…»). Исполняют Евгения Ветлова и Александр Колпашников
- «Песенка ревнивого и обманутого мужа» (в фильм не вошла). Исполняет Ефим Копелян
- «Финальная песня» («Спокойно спи, Эжен Лабиш…»). Исполняют Евгения Ветлова и Александр Колпашников

Перечисление женских имён в песне «Женюсь…» явно было навеяно Окуджаве списком лошадей из завещания Портоса в романе Александра Дюма «Десять лет спустя», где упоминаются те же имена («Лизетта, Мюзетта» и так далее).

## История создания
Замысел фильма появился у Леонида Квинихидзе сразу после окончания съёмок фильма «Крах инженера Гарина», и он пригласил в фильм всю съёмочную группу. Первоначально на главную роль рассматривался Олег Борисов, однако ему потребовалось срочное лечение, и роль получил Андрей Миронов (Людмила Гурченко впоследствии вспоминала: «Мы собрались, чтобы обрамлять гениального Андрюшу, и у нас это получилось»). На роль Клары первоначально приглашалась Нонна Терентьева, но Людмила Гурченко оказалась убедительнее на пробах. В эпизодической роли простого фонарщика появляется драматург Михаил Рощин, у которого тогда был роман со снимавшейся в фильме Екатериной Васильевой. Алиса Фрейндлих, известная зрителю лишь драматическими ролями, впервые предстала в кино в комедийнoм образе. Андрей Миронов учился держаться в седле прямо во время съёмок и в результате несколько дней ходил вперевалку.
Фильм стал первой заметной ролью для Михаила Боярского: «Цепкий глаз режиссёров вычислил меня как некоего артиста, молодого, похожего на итальянца“. Я был волосат, чем-то похож на итальянца, и в общем я не испортил картину». Актёр высоко отзывался об Алисе Фрейндлих, которая помогала ему ценными советами: «За её веером можно было скрыть любого начинающего артиста».
На съёмках царила непринуждённая атмосфера: актёры разыгрывали друг друга, пускались в мелкие шутливые эскапады. Квинихидзе, ценивший импровизации, велел не выключать камеру, что бы ни произошло. В результате в картину вошла масса эпизодов, которых не было в сценарии, — например, сцены, когда во время дуэли с героя Михаила Козакова слетает парик или когда Миронов целует Алису Фрейндлих в присутствии Боярского. Козаков подошёл к образу виконта де Розальба с определённой вольностью, создав образ щёголя с неопределённой ориентацией;[уточнить] услышав реплику актёра про лужок с коровками и пастушком, Миронов рассмеялся: «Ты с ума сошёл! Закроют всё к чёрту!», однако сцена вошла в фильм. Александр Бениаминов (дядюшка Везине) не мог запомнить авторский текст и постоянно импровизировал.

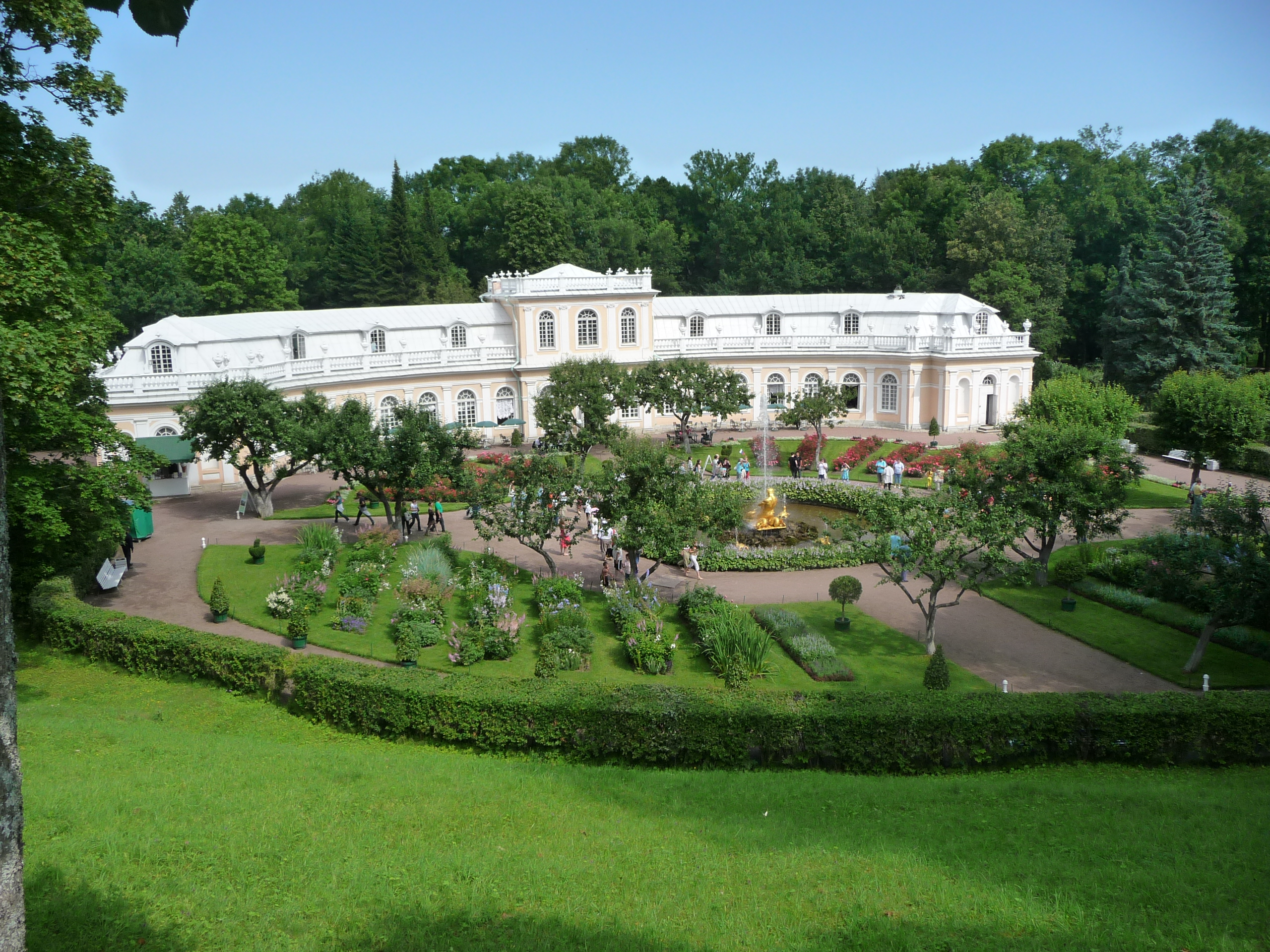
Большая оранжерея, Петергоф.

Съёмки велись в Тарту (уличные сцены), в Ленинграде в особняке Александра Дмитриевича Шереметева, в котором в то время располагался Дом писателей им. В. В. Маяковского (дом баронессы де Шампиньи), и в Петергофе у Большой оранжереи (сцена в саду баронессы).
После этого фильма Эльдар Рязанов не утвердил Миронова и Гурченко на роли Жени Лукашина и Нади Шевелевой в «Иронии судьбы» — по причине легковесности и водевильного имиджа. Тем не менее именно этот телефильм персонажи «Иронии судьбы» смотрят по телевизору в новогоднюю ночь. Впрочем, сам Рязанов в своей книге пишет, что Миронова он не утвердил на роль Лукашина, поскольку счёл, что зритель не поверит, будто «какая-то неведомая Ира могла пренебречь таким парнем, как Миронов», но при этом был готов утвердить его на роль Ипполита без кинопробы, однако тут уже Миронов отказал ему.
После отъезда Евгении Ветловой в ГДР фильм шёл по телевидению с новыми электронными титрами, где отсутствовала фамилия актрисы. Текст диалога Нонанкура и Фадинара в начале первой серии взят из другого произведения Эжена Лабиша, «Милейший Селимар» — главный герой этой пьесы женится также по расчёту.
Актёры, которые пробовались в фильм:
На роль Анаис (Екатерина Васильева) — Ирина Губанова.
На роль Бобена (Сергей Мигицко) — Владимир Курашкин.
На роль Виржини (Ирина Магуто) — Елена Прудникова.
На роль Феликса (Владимир Татосов) — Вяйно Уйбо.
На роль баронессы де Шампиньи (Алиса Фрейндлих) — Руфина Нифонтова.
На роль Труибера (Сергей Боярский) — Герман Лупекин.
На роль Везине (Александр Бениаминов) — Сергей Мартинсон.

## Видео
В начале 1990-х годов фильм выпущен на видеокассетах кинообъединением «Крупный План», также в 1990-х годах выпущен студией «48 часов», с 2000 года перевыпущен компаниями «Ленфильм Видео» и «Мастер Тэйп».
С 2000 года фильм отреставрирован и выпущен на DVD компанией «Твистер» со звуком Dolby Digital 5.1, с русскими и английскими субтитрами. В 2012 году журналом «Антенна-Телесемь» выпущено подарочное издание в рамках серии «Советское кино».

## Критика
Кинокритик Александр Свободин утверждал: «Нам кажется, что Леонид Квинихидзе не поверил в водевиль Лабиша и начал его „укрупнять“. Так появилось две серии вместо одной, так возникло глубокомыслие, где место лишь милой улыбке».
Кинокритик Ирина Павлова высоко оценивала фильм и писала: «Возникает настоящий российский мюзикл, в котором нет ни грана подражания американским образцам, в котором выдержанное чувство стиля переплетается с шутками, подчас понятными только нам, в котором каждая актёрская работа […] сверкает тем подлинным бриллиантовым блеском, который невозможно вымучить никакими сверхусилиями, но который способен родиться буквально из ничего, как обыкновенное чудо. […] „Соломенная шляпка“, вне всяких сомнений, новаторское произведение в области жанра. Судя по всему, новаторское настолько, что и по сей день весь объём оригинальных художественных приёмов этой ленты никем, кроме самого Квинихидзе, так и не был освоен».